# Herb Parzęczewa
Herb Parzęczewa – jeden z symboli miasta i gminy Parzęczew.

## Wygląd i symbolika
Herb przedstawia na tarczy w polu błękitnym  białą wieżę z otwartą bramą, z dwoma oknami u góry, czerwonym dachem i białą chorągwią w lewo.